# Andalo
Andalo (Àndel in dialetto trentino) è un comune italiano di 1 213 abitanti della provincia di Trento in Trentino-Alto Adige. Sorge su un'ampia sella prativa al centro dell'altopiano Brenta - Paganella, dominata ad ovest dal Piz Galin (2442 m s.l.m.) ed a est dalla Paganella (2125 m s.l.m.). Il suo territorio rientra in parte nell'area protetta del parco naturale Adamello-Brenta.

## Geografia fisica

### Territorio
Montagne importanti del territorio sono:
- Paganella
  - Monte Canfedin
  - Monte Gazza
- Piz Galin
- Gruppo delle Dolomiti di Brenta
  - Cima Brenta, 3151 m s.l.m.
  - Cima Tosa, 3173 m s.l.m.
  - Croz dell'Altissimo
  - Campanile basso
- Altopiano del Pradél

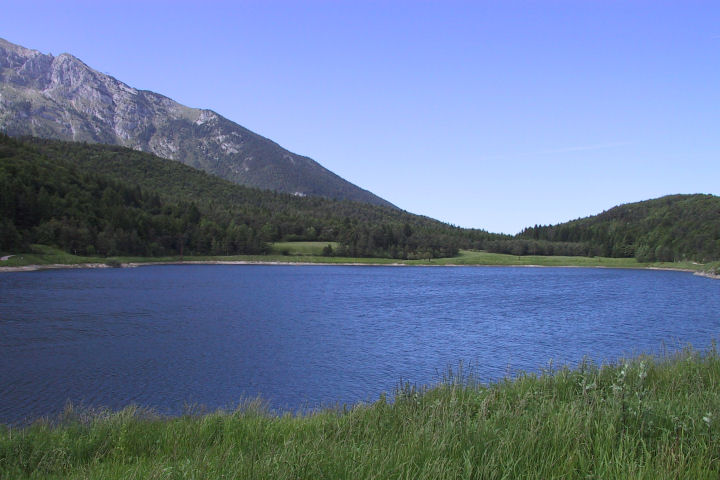
Il lago visto dal parco

Inoltre, ad Andalo si trova un piccolo lago di origine carsica, periodico, senza immissari e senza emissari visibili, la cui superficie può variare notevolmente a seconda delle precipitazioni.
Posto ad un'altitudine di 989 m s.l.m. in una distesa tra Andalo e le falde del Piz Galìn, si estende in direzione nord-sud, con una lunghezza media di circa 1,5 km e una larghezza di massima di 360 metri. La profondità massima è di 13 metri.
Raggiunge la massima estensione in primavera, con il disgelo. Raggiunto il livello massimo, l'acqua superflua si riversa nel lago di Molveno attraverso il rio Lambin. Intorno al lago c'è una stradina di mattoncini bianchi dove si può passeggiare o andare in bici d'estate e praticare lo sci di fondo d'inverno fino alle ore 21:00, grazie al sistema di illuminazione.

## Storia
Il centro, di origine medievale, era un tempo caratterizzato dalla suddivisione in quattordici masi (Bortolon, Cadìn, Casa Nova, Clamer, Doss, Fovo, Ghezzi, Melchiori, Monech, Pegorar, Perli, Ponte , Roni e Toscana). Tale caratteristica è in parte riconoscibile ancora oggi, sebbene i masi si siano quasi interamente ricongiunti a seguito del considerevole sviluppo urbanistico del paese (ad esclusione del Maso Pegorar e maso Doss che rimangono ad oggi ancora visibilmente distaccati dal resto del paese, in posizione panoramica).
A partire dalla metà del XX secolo, il paese di Andalo ha conosciuto un notevole sviluppo turistico, diventando in breve un luogo di villeggiatura di primaria importanza. Gli impianti di risalita della Paganella e le numerose strutture ricettive ne fanno una delle località trentine più frequentate sia durante la stagione invernale che estiva.

### Simboli
Lo stemma e il gonfalone sono stati concesso con decreto del presidente della Giunta provinciale del 18 marzo 1988, n. 2539.
Stemma
Ornamenti: A destra una fronda d'alloro fogliata al naturale fruttata di rosso, a sinistra una fronda di quercia ghiandifera al naturale, il tutto legato da un nastro d'argento di rosso e di verde.»
Gonfalone

## Società

### Evoluzione demografica
Abitanti censiti

### Etnie e minoranze straniere
Secondo i dati ISTAT al 31 dicembre 2015 la popolazione straniera residente era di 58 persone. Le nazionalità maggiormente rappresentate in base alla loro percentuale sul totale della popolazione residente erano:
- Romania 23 (2,14%)

## Amministrazione
| Periodo           | Periodo           | Primo cittadino      | Partito      | Carica      | Note         |
| ----------------- | ----------------- | -------------------- | ------------ | ----------- | ------------ |
| 14 giugno 1985    | 30 maggio 1990    | Gianfranco Bottamedi | DC           | Sindaco     | [ 9 ]        |
| 30 maggio 1990    | 5 giugno 1995     | Silvano Bottamedi    | DC           | Sindaco     | [ 9 ]        |
| 5 giugno 1995     | 21 agosto 1998    | Silvano Bottamedi    | Lista civica | Sindaco     | [ 9 ]        |
| 21 agosto 1998    | 15 marzo 1999     | Sergio Toscana       | Lista civica | Vicesindaco | [ 9 ] [ 10 ] |
| 29 marzo 1999     | 9 maggio 2005     | Ruggiero Ghezzi      | Lista civica | Sindaco     | [ 9 ]        |
| 9 maggio 2005     | 16 maggio 2010    | Paolo Catanzaro      | Lista civica | Sindaco     | [ 9 ]        |
| 18 maggio 2010    | 11 maggio 2015    | Paolo Catanzaro      | Lista civica | Sindaco     | [ 9 ]        |
| 11 maggio 2015    | 22 settembre 2020 | Alberto Perli        | Lista civica | Sindaco     | [ 9 ]        |
| 22 settembre 2020 | in carica         | Alberto Perli        | Lista civica | Sindaco     | [ 9 ]        |

### Variazioni amministrative
Nel 1928 il comune fu soppresso e i suoi territori aggregati al comune di Molveno; nel 1947 il comune fu ricostituito (Censimento 1936: pop. res. 817).

## Sport

### Calcio
Il paese è stato ritiro estivo della Fiorentina, del Verona, del Bologna e del L.R. Vicenza.
La squadra del Real Paganella calcio a 5 rappresentava sia il comune di Fai della Paganella sia quello di Andalo ed ha anche una formazione femminile, la società milita nel campionato di Serie C2 trentina. La squadra si è sciolta dopo la stagione 2015/2016 ed in parte si è unita alla squadra Altopiano Paganella.
La squadra Altopiano Paganella (colori sociali: bianco e verde) raggruppa giovani calciatori dei paesi limitrofi e partecipa ai campionati provinciali con tutte le categorie giovanili, dai primi calci agli juniores. Inoltre dalla stagione calcistica 2015/16 ha iscritto una formazione di calcio a 5 al campionato di Serie D trentino.

### Ciclismo

Panoramica delle montagne che circondano Andalo

Nel 1973 Andalo è stata sede di arrivo di una tappa del Giro d'Italia che vide il successo di Eddy Merckx, dominatore di quell'edizione del Giro.
Durante il passaggio del Giro d'Italia 1993 è stato considerato Gran Premio della Montagna e il primo a scollinare fu Roberto Caruso.
Nel 2016 è stata di nuovo sede dell'arrivo di una tappa del Giro d'Italia. Vinse Alejandro Valverde con vincitore del giro Vincenzo Nibali.
Tappe del Giro d'Italia con arrivo ad Andalo
| Anno | Tappa | Partenza   | km  | Vincitore di tappa | Maglia rosa       | Vincitore del Giro | Link informazioni |
| ---- | ----- | ---------- | --- | ------------------ | ----------------- | ------------------ | ----------------- |
| 1973 | 18ª   | Verona     | 173 | Eddy Merckx        | Eddy Merckx       | Eddy Merckx        |                   |
| 2016 | 16ª   | Bressanone | 133 | Alejandro Valverde | Steven Kruijswijk | Vincenzo Nibali    |                   |